# 전재원
전재원(1973년 11월 27일~)은 대한민국의 바이애슬론 선수로, 1998년 동계 올림픽에 참가했다.